# Orgullo de Liubliana
El Orgullo de Liubliana es la marcha anual del orgullo LGBT de Eslovenia, celebrada cada mes de junio en su capital, Liubliana. El nombre también hace referencia a la semana de eventos relacionados con la diversidad sexual que se realizan en la ciudad previo a la marcha. Es organizado por la Pride Parade Society y cuenta con el apoyo de las autoridades de la ciudad de Liubliana.

## Historia
La primera marcha del orgullo se organizó en 2001, como respuesta al comportamiento hostil que recibieron los poetas Brane Mozetič y Jean-Paul Daoust debido a su orientación sexual por parte del personal de la Galería Municipal de Liubliana durnate una visita. El desfile del orgullo se convirtió desde entonces en un evento anual.
En 2009, varios organizadores del evento fueron atacados durante un acto en un café la semana previa a la marcha. A causa del ataque, uno de los activistas, Mitjo Blažiča, tuvo que ser hospitalizado. Amnistía Internacional emitió un comunicado pidiendo a las autoridades eslovenas que condenaran el incidente y garantizaran que el evento del Orgullo pudiera desarrollarse de forma segura. A pesar de este ataque, hasta esa fecha la marcha nunca había sido interrumpida por protestas masivas de contramanifestantes.
Debido a la pandemia de COVID-19, la edición de la marcha de 2020 no se realizó en junio y fue pospuesta al 26 de septiembre. Durante junio, la municipalidad de la ciudad realizó una exhibición fotográfica en honor a los 20 años del Orgullo de Liubliana.

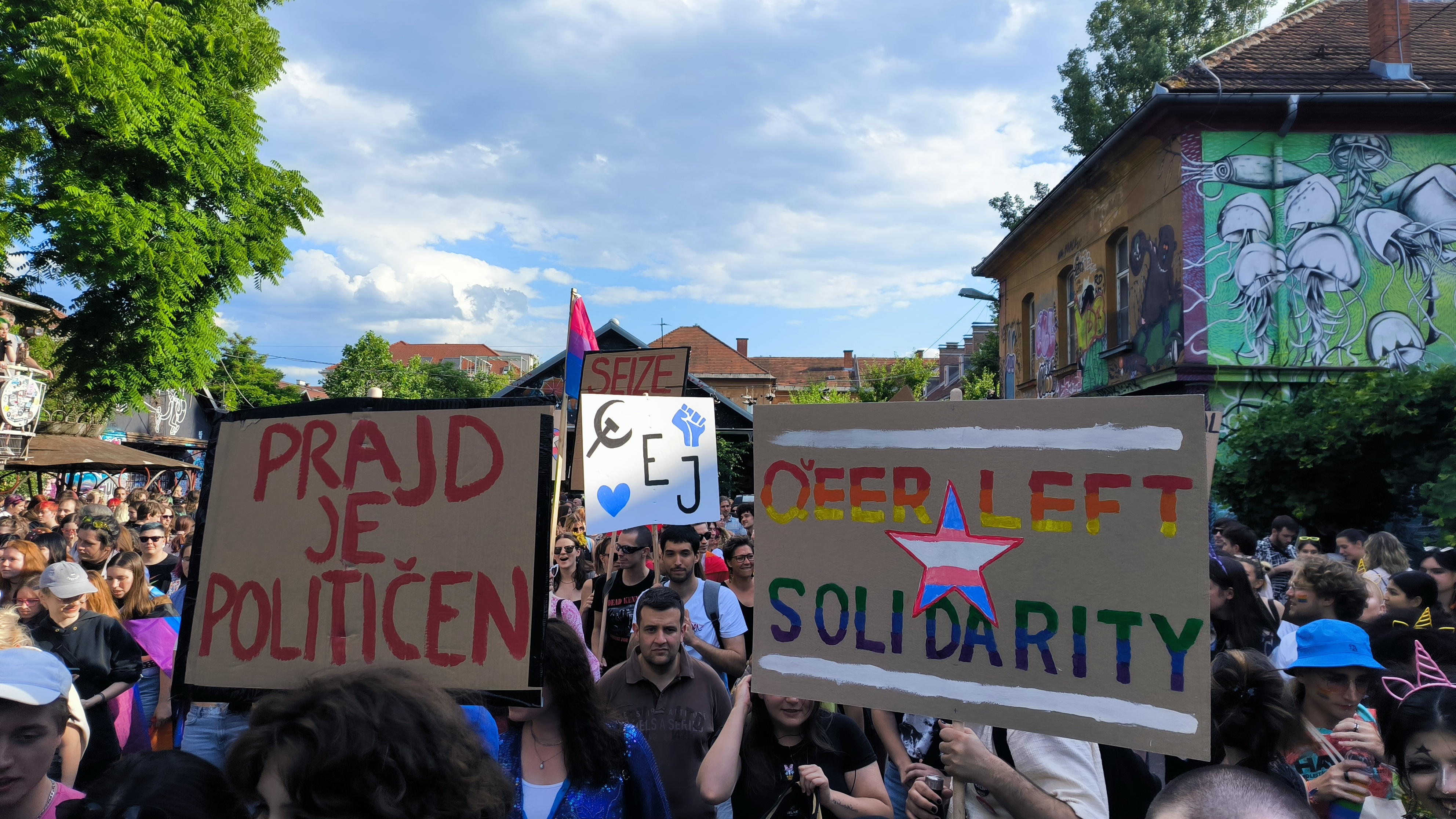
Marcha del Orgullo LGBT de Liubliana en su edición de 2023.

La marcha de 2023, celebrada el 17 de junio, atrajo una multitud de 3500 personas. Esta edición contó con la participación de la presidenta de Eslovenia, Nataša Pirc Musar, quien marcó un hito en la historia del país con su presencia y quien se refirió al evento durante su intervención como “una protesta con el mensaje claro de que todo ser humano, independientemente de su orientación sexual, identidad sexual o expresión sexual, es digno de respeto, amor y trato igualitario”. También asistieron el ministro de Trabajo, Luka Mesec, y el ministro para un futuro solidario, Simon Maljevac, primer miembro del gobierno de Eslovenia abiertamente homosexual. Durante y después de la marcha, los asistentes enfrentaron amenazas, violencia, insultos, quema de banderas y destrucción de propiedad privada por parte de grupos conservadores. Katja Sešek, representante de la Asociación Pride Parade, dijo a Radio Eslovenia que desde hacía años que no había tanta hostilidad. Mitja Blažič, activista y víctima anterior de ataques similares, se refirió a los múltiples casos de violencia, homofobia y transfobia durante el marcha del orgullo como inquietantes y sin precedentes. 